# Washingtontempel

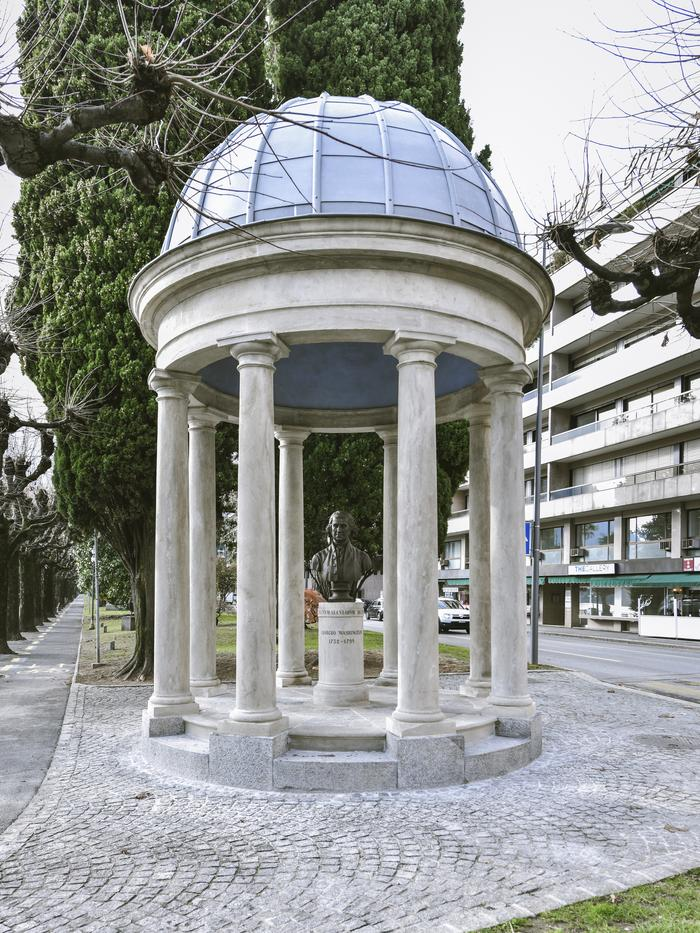
Der Washingtontempel in Lugano

Der Washingtontempel (italienisch Tempietto di George Washington) in Lugano ist ein um 1850 errichteter Monopteros, in dem seit 1859 eine Büste des ersten US-amerikanischen Präsidenten George Washington (1732–1799) aufgestellt ist. Der Tempel steht an der Riva Antonio Caccia.

## Geschichte

### Die Villa Tanzina
Der Washingtontempel ist zusammen mit dem weiter südlich stehenden Mammutbaum der letzte Überrest der ehemaligen Villa Tanzina und ihres privaten Parks. Diese wurde im 18. Jahrhundert von einem Grafen Tanzi erbaut und in den 1830er Jahren von Abbondio Chialiva (1800–1870) erworben. Chialiva, der Vater des Landschaftsmalers Luigi Chialiva, war ein Piemonteser Mitverschwörer der Carbonari und musste deswegen in den 1820er Jahren über Spanien nach Mexiko fliehen, wo er zu grossem Reichtum gelangte. Nach seiner Rückkehr nach Europa liess er sich in Lugano nieder. In der Villa Tanzina beherbergte er auch Giuseppe Mazzini.
Um 1850 liess Chialiva am nördlichen Rand seines Parks einen Ziertempel errichten. Vermutlich gedachte er ursprünglich, darin eine weibliche Figur, vielleicht eine Nymphe, zu platzieren. 1859 stellte er stattdessen eine Washingtonbüste auf, um Vincenzo Velas Telldenkmal, das drei Jahre zuvor 260 Meter nordöstlich, vor dem «Hôtel du Parc» (später «Grand Hotel Palace»), errichtet wurde, als Diptychon von Freiheitskämpfern zu ergänzen. In Reiseführern war ab 1863 vom kleinen Tempel bei der Villa Tanzina und der darin untergebrachten Washingtonbüste zu lesen. 1864 kam die Villa in den Besitz der englischen Familie Nathan.
Zwischen 1906 und 1908 wurden die öffentlichen Quaianlagen Luganos bis nach Paradiso erweitert. Dabei wurde die Villa Tanzina 1907 abgerissen und das Parkgelände in die neue Uferpromenade eingebunden. Nur den Washingtontempel liess man stehen.

### Denkmalsturz 1908

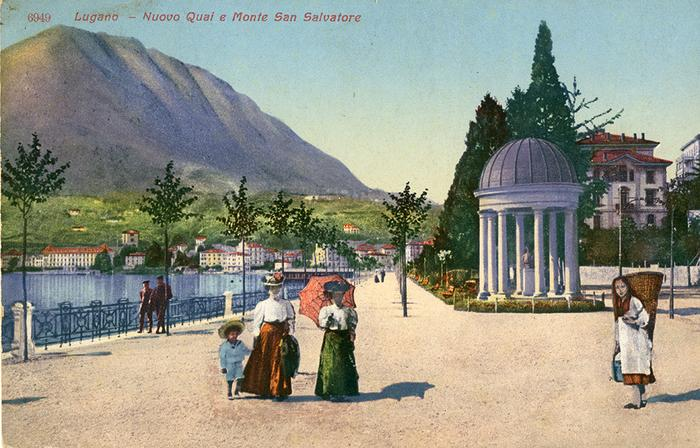
Der Washingtontempel auf dem neugeschaffenen Quai, kurz nach dessen Erbauung (1909)

Kaum war der Tempel auf öffentlichen Grund gelangt, kam es zu einem Denkmalsturz. In der Nacht vom 16. auf den 17. Oktober 1908 entwendeten «Nachtbuben» die Statue vom Sockel und warfen sie in den Luganersee. Den Tempel beklebten sie mit Plakaten, auf denen sie in französischer, italienischer und deutscher Sprache verkündeten, Washington sei «zu den Präsidentschaftswahlen abgereist». Da nur das deutsche Plakat «gut abgefasst» war, richtete sich der Verdacht der Polizei sogleich auf deutsche Muttersprachler. Am 24. November wurden die Täter gefasst. Es handelte sich um die beiden Luganer Galli-Müller und Salati, den Deutschschweizer Wälti aus dem Thurgau und die beiden Reichsdeutschen Prenten und Spohr. Letzterer soll die Statue in den See geworfen haben. Die fünf wurden kurzzeitig inhaftiert, kamen aber nach Zahlung einer Kaution von 1500 Franken wieder frei. Am 26. November konnte die Büste nach langem Suchen geborgen werden und wurde wieder an ihrem angestammten Platz aufgestellt. Am selbigen Tag veröffentlichten die Täter eine Stellungnahme im Bund, in der sie sich als «Herren der bürgerlichen gebildeten Kreise» präsentierten. Es habe sich um keinen Diebstahl, sondern einen harmlosen «Studentenstreich», «eine auf Kosten der Unternehmer etwas gewaltsam aber sehr humoristisch inszenierte Verschönerung des neuen Quais» gehandelt, und sie hätten mit der Aktion einen «rein patriotisch-ästhetischen Zweck» verfolgt. Washington habe weder zu Lugano noch zur Schweiz einen Bezug, und die Stadt habe die Büste «beim Ankauf des zum neuen Quai nötigen Grundstückes zwangsweise» übernommen, weswegen sie nach deren Entfernung mit Spendengeldern eine passendere Marmorskulptur für den Tempel hätten erwerben wollen. Auch der Polizeivorsteher habe die Sache als Scherz aufgefasst.
Am 28. August 1909 wurden die fünf Täter vom Bezirksgericht Lugano zu einer Busse von insgesamt 20 Franken verurteilt. Zudem mussten sie die Verfahrenskosten tragen. Zu ihrer Verteidigung machten sie geltend, sie hätten «nach einem Trinkgelage im Übermut gehandelt und die Büste übrigens an einer seichten Stelle hineingeworfen». Am 13. Juli 1910 wies der Grosse Rat Spohrs Einbürgerungsgesuch mit der Begründung ab, er sei damals der «Rädelsführer» des Streiches gewesen.

### Restauration
2020 wurde der Tempel von der Kulturabteilung der Stadt Lugano umfassend restauriert. Finanziert wurde das Projekt von der Freimaurerloge «Il Dovere».

## Beschreibung

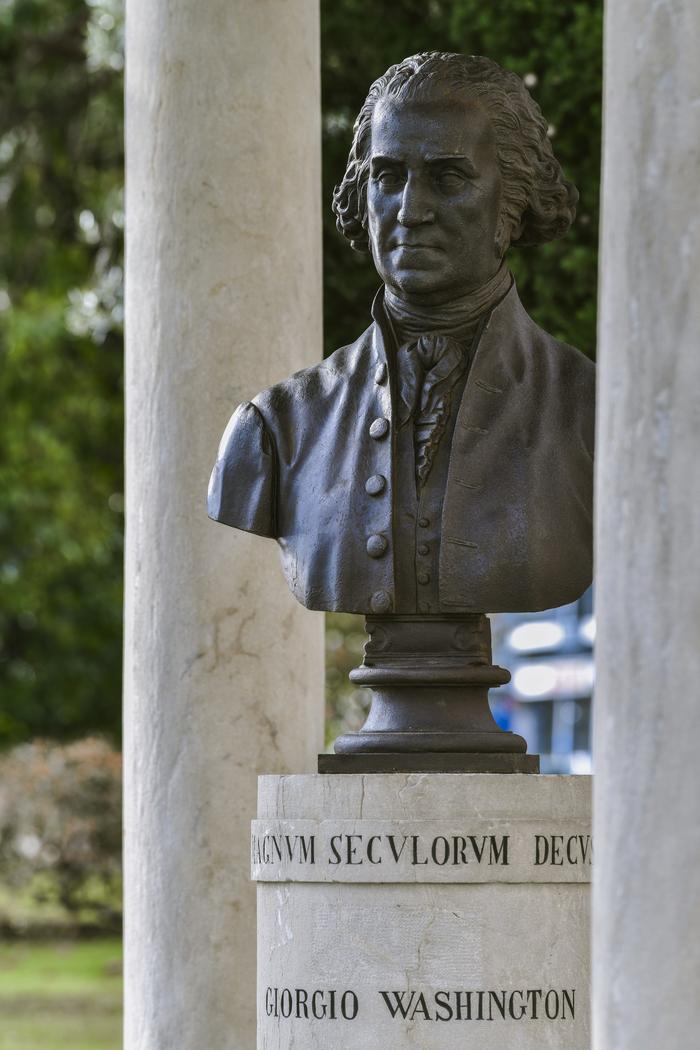
Die Washingtonbüste

Bei dem kleinen Tempel (italienisch tempietto) handelt es sich baugeschichtlich um einen Monopteros. Solche Rundtempel nach antiken Vorbildern wie etwa dem Tempel der Roma und des Augustus in Athen waren zur Zeit des Klassizismus zum Schmuck von Gärten sehr beliebt. Oft liess man sie leer oder stellte eine antikisierende Figur darin auf, bisweilen dienten sie aber auch als Personendenkmäler, so etwa der Freundschaftstempel (1770) für Wilhelmine von Bayreuth im Park Sanssouci in Potsdam, der Leibniztempel (1790) in Hannover, das erste öffentliche Denkmal in Deutschland für einen Nichtadligen, oder das Keplerdenkmal (1808) in Regensburg.
Der Luganer Washingtontempel steht zwei Stufen über Strassenniveau. Das flache Gebälk wird von acht dorischen Säulen getragen. Darüber erhebt sich eine Kuppel. Im Innern steht auf einem zylindrischen Postament eine von Angelo Bruneri geschaffene gusseiserne Büste Washingtons. Auf dem Postament steht die lateinische Inschrift MAGNUM SECULORVM DECVS «grosse Zierde der Jahrhunderte», die Carlo Cattaneo vorgeschlagen hatte. Darunter sind der italianisierte Name des Geehrten GIORGIO WASHINGTON und dessen Lebensdaten eingelassen.